# Goldbach-Altenbach
Goldbach-Altenbach  es una localidad y comuna francesa, situada en el departamento de Alto Rin, en la región  de Alsacia.

## Demografía
| 180 | 231 | 183 | 177 | 210 | 252 |
| Para los censos de 1962 a 1999 la población legal corresponde a la población sin duplicidades (Fuente: INSEE [Consultar]) |     |     |     |     |     |

## Patrimonio artístico y cultural
- Vestigios del Castillo de Freundstein.

## Personajes célebres
- Cathérine Hübscher, conocida como Madame Sans-Gêne.